# Joanna Pętal-Figielska
Joanna Pętal-Figielska (ur. 21 sierpnia 1932 w Lublinie) – polska biolog, prof. dr hab.

## Życiorys
W 1956 ukończyła studia na Uniwersytecie Marii Curie-Skłodowskiej w Lublinie, w 1962 obroniła pracę doktorską, w 1980 uzyskała stopień doktora habilitowanego. 24 lutego 1993 nadano jej tytuł profesora w zakresie nauk biologicznych, a w 1996 tytuł profesora zwyczajnego.
Została zatrudniona w Centrum Badań Ekologicznych PAN.